# 저격소총 목록

## 소구경
- CZ 700
- DSR-1
- FN 30-11
- FR F2
- Fz .308
- M14 계열
  - M21
    - M25 LSR

  - M39 EBR
- M16 계열
  - SAM-R
  - SDM-R
  - SR-25
    - M110 SASS
    - Mk 12 SPR
- SSG 2000
- SSG 3000
- TPG-1
- QBU-88
- SV-98
- SVU
- VSS 빈토레즈
- VSK-94
- 레밍턴 M700
  - M24 SWS
  - M40 저격총
- L42
- SP66
- 86SR
- 발터 WA2000
- 배럿 M98
- 배럿 M99
- 조선인민군 저격보총
- 블레이저 83 택티컬
- 사코 TRG
- 슈타이어 SSG-69
- 슈타이어 스카우트
- 스프링필드 M1903A4
- 애큐러시 인터내셔널 (L96A1)
  - AWM
  - AWP
  - AWS
  - AE
- 자스타바 M76
- 자스타바 M91
- 샤이택 인터벤션
- 헤클러&코흐 G3
  - G3SG/1
  - 헤클러&코흐 MSG3
  - PSG1
    - MSG90

## 대구경
12.7 × 99 mm (.50 구경) 또는 그 이상의 대형 탄두를 쓰는 저격총을 가리킨다.
- AMR-2
- KSVK 12.7
- NTW-20
- SAN 511
- OSV-96
- PGM 헤카테 Ⅱ
- RT-20
- SVN-98
- VSSK 비흘로프
- 게파트 대물저격총
- 맥밀란 TAC-50
- 배럿 M82
  - 배럿 M95
  - 배럿 XM109
  - 배럿 XM500
- 슈타이어 IWS 2000
- 슈타이어 HS.50
- AR-50
- 애큐러시 인터내셔널 AS50
- 애큐러시 인터내셔널 AW50
- 트루벨로
- 자스타바 M95
- 지장 M99
- 팔콘
- BFG-50

## 같이 보기
- 권총 목록
- 기관단총 목록
- 소총 목록
- 기관총 목록
- 산탄총 목록